# ジェシー・マーシュ
ジェシー・マーシュ（Jesse Marsch、1973年11月8日 - ）は、アメリカの元サッカー選手、サッカー指導者。現役時代のポジションはMF。

## 経歴
マーシュは、D.C. ユナイテッド、シカゴ・ファイアーFC、チーヴァスUSAでメジャーリーグサッカー（MLS）のミッドフィールダーとして14シーズンの間プレーし、3つのリーグタイトルと4つのUSオープンカップタイトルを獲得し、サッカーアメリカ合衆国代表チームの 2つのキャップを獲得した。引退後は指導者に転身し、サッカーアメリカ合衆国代表チームのアシスタントコーチを務めた後、2012年からMLSに新規参入したモントリオール・インパクトの監督に就任した。
マーシュは、母校であるプリンストン大学のサッカー部のアシスタントコーチとして1年間勤めた後、2015年にニューヨーク・レッドブルズの監督に就任。2018年にドイツ・ブンデスリーガのRBライプツィヒのアシスタントに就任。2019年まで同職を務めた後、レッドブル・ザルツブルクの監督に就任。2021年7月よりRBライプツィヒの監督を務める。
2022年2月28日、リーズ・ユナイテッドFCの監督に就任した。

## 監督成績
2023年2月5日現在
| クラブ                     | 国                 | 就任          | 退任          | 記録 | 記録 | 記録 | 記録 | 記録 | 記録 | 記録 | 記録   |
| クラブ                     | 国                 | 就任          | 退任          | 試   | 勝   | 分   | 敗   | 得   | 失   | 差   | 勝率   |
| -------------------------- | ------------------ | ------------- | ------------- | ---- | ---- | ---- | ---- | ---- | ---- | ---- | ------ |
| モントリオール             | カナダの旗         | 2011年8月10日 | 2012年11月4日 | 36   | 12   | 7    | 17   | 45   | 53   | −8   | 033.33 |
| ニューヨーク・レッドブルズ | アメリカ合衆国の旗 | 2015年1月7日  | 2018年7月6日  | 151  | 75   | 32   | 44   | 256  | 175  | +81  | 049.67 |
| レッドブル・ザルツブルク   | オーストリアの旗   | 2019年6月6日  | 2021年6月30日 | 94   | 64   | 13   | 17   | 290  | 113  | +177 | 068.09 |
| RBライプツィヒ             | ドイツの旗         | 2021年7月1日  | 2021年12月5日 | 21   | 8    | 4    | 9    | 43   | 31   | +12  | 038.10 |
| リーズ・ユナイテッド       | イングランドの旗   | 2022年2月28日 | 2023年2月6日  | 37   | 11   | 10   | 16   | 52   | 60   | −8   | 029.73 |
| 合計                       | 合計               | 合計          | 合計          | 339  | 170  | 66   | 103  | 686  | 432  | +254 | 050.15 |

## 獲得タイトル

### 選手
D.C. ユナイテッド
- MLSカップ ： 1996、1997
- MLSサポーターズシールド ： 1997
- USオープンカップ ： 1996

シカゴ・ファイアーFC
- MLSカップ： 1998
- サポーターズシールド： 2003
- USオープンカップ： 1998、2000、2003

### 指導者
ニューヨーク・レッドブルズ
- MLSサポーターズシールド： 2015

レッドブル・ザルツブルク
- オーストリアブンデスリーガ ： 2019–20、2020–21
- オーストリアカップ ： 2019–20、2020–21

個人
- MLSコーチオブザイヤー ： 2015